# Hannoverscher Sportverein von 1896 2019-2020
Questa voce raccoglie le informazioni riguardanti l'Hannoverscher Sportverein von 1896 nelle competizioni ufficiali della stagione 2019-2020.

## Stagione
Nella stagione 2019-2020 l'Hannover, allenato da Mirko Slomka, Asif Šarić e Kenan Koçak, concluse il campionato di 2. Bundesliga al 6º posto. In Coppa di Germania l'Hannover fu eliminato al primo turno dal Karlsruhe.

## Rosa
| N. |                        | Ruolo | Calciatore        |
| -- | ---------------------- | ----- | ----------------- |
| 1  | Germania (bandiera)    | P     | Ron-Robert Zieler |
| 2  | Croazia (bandiera)     | D     | Josip Elez        |
| 3  | Cile (bandiera)        | D     | Miiko Albornoz    |
| 4  | Germania (bandiera)    | D     | Julian Korb       |
| 5  | Brasile (bandiera)     | D     | Felipe            |
| 6  | Germania (bandiera)    | C     | Marvin Bakalorz   |
| 7  | Germania (bandiera)    | C     | Edgar Prib        |
| 9  | Svezia (bandiera)      | A     | John Guidetti     |
| 10 | Giappone (bandiera)    | C     | Genki Haraguchi   |
| 11 | Germania (bandiera)    | C     | Linton Maina      |
| 13 | Germania (bandiera)    | C     | Dominik Kaiser    |
| 15 | Germania (bandiera)    | D     | Timo Hübers       |
| 16 | Stati Uniti (bandiera) | A     | Sebastian Soto    |
| 17 | Germania (bandiera)    | A     | Marvin Ducksch    |
| 18 | Germania (bandiera)    | C     | Marc Stendera     |
| 20 | Germania (bandiera)    | C     | Philipp Ochs      |

| N. |                      | Ruolo | Calciatore         |
| -- | -------------------- | ----- | ------------------ |
| 21 | Germania (bandiera)  | D     | Jannes Horn        |
| 22 | Germania (bandiera)  | D     | Matthias Ostrzolek |
| 23 | Germania (bandiera)  | P     | Michael Ratajczak  |
| 24 | Germania (bandiera)  | D     | Sebastian Jung     |
| 25 | Danimarca (bandiera) | P     | Martin Hansen      |
| 26 | Germania (bandiera)  | A     | Hendrik Weydandt   |
| 27 | Germania (bandiera)  | C     | Tim Walbrecht      |
| 28 | Germania (bandiera)  | D     | Marcel Franke      |
| 29 | Germania (bandiera)  | A     | Simon Stehle       |
| 30 | Germania (bandiera)  | P     | Marlon Sündermann  |
| 31 | Germania (bandiera)  | D     | Waldemar Anton     |
| 33 | Germania (bandiera)  | A     | Cedric Teuchert    |
| 34 | Germania (bandiera)  | C     | Niklas Tarnat      |
| 35 | Kosovo (bandiera)    | C     | Florent Muslija    |
| 37 | Germania (bandiera)  | A     | Justin Neiß        |

## Organigramma societario
Area tecnica
- Allenatore: Kenan Koçak
- Allenatore in seconda: Lars Barlemann, Asif Šarić, Ralf Zumdick
- Preparatore dei portieri: Rolf Moßmann
- Preparatori atletici: Dennis Fischer, Timo Rosenberg, Tobias Stock

## Calciomercato

### Sessione estiva
| Acquisti | Acquisti          | Acquisti              | Acquisti |
| R.       | Nome              | da                    | Modalità |
| -------- | ----------------- | --------------------- | -------- |
| D        | Dennis Aogo       | Sconosciuta           |          |
| C        | Marc Stendera     | Eintracht Francoforte |          |
| A        | Emil Hansson      | Feyenoord             |          |
| D        | Jannes Horn       | Colonia               |          |
| A        | Marvin Ducksch    | Fortuna Düsseldorf    |          |
| D        | Marcel Franke     | Darmstadt             |          |
| D        | Chris Gloster     | Hannover 96 II        |          |
| D        | Sebastian Jung    | Wolfsburg             |          |
| A        | Justin Neiß       | Hannover 96 U19       |          |
| A        | Cedric Teuchert   | Schalke 04            |          |
| P        | Philipp Tschauner | Ingolstadt 04         |          |
| P        | Ron-Robert Zieler | Stoccarda             |          |

| Cessioni | Cessioni                 | Cessioni              | Cessioni |
| R.       | Nome                     | a                     | Modalità |
| -------- | ------------------------ | --------------------- | -------- |
| C        | Iver Fossum              | Aalborg               |          |
| A        | Uffe Manich Bech         | Panathīnaïkos         |          |
| C        | Walace                   | Udinese               |          |
| D        | Chris Gloster            | Jong PSV              |          |
| P        | Philipp Tschauner        | RB Lipsia             |          |
| D        | Kevin Akpoguma           | Hoffenheim            |          |
| A        | Takuma Asano             | Arsenal               |          |
| A        | Ihlas Bebou              | Hoffenheim            |          |
| A        | Niclas Füllkrug          | Werder Brema          |          |
| C        | Nicolai Müller           | Eintracht Francoforte |          |
| P        | Samuel Şahin-Radlinger   | Barnsley              |          |
| A        | Noah Joel Sarenren Bazee | Augusta               |          |
| C        | Pirmin Schwegler         | Western Sydney        |          |
| D        | Oliver Sorg              | Norimberga            |          |
| P        | Leo Weinkauf             | Duisburg              |          |
| A        | Bobby Wood               | Amburgo               |          |

### Sessione invernale
| Acquisti | Acquisti          | Acquisti     | Acquisti |
| R.       | Nome              | da           | Modalità |
| -------- | ----------------- | ------------ | -------- |
| C        | Philipp Ochs      | Hoffenheim   |          |
| P        | Michael Ratajczak | Paderborn    |          |
| P        | Martin Hansen     | Strømsgodset |          |
| C        | Dominik Kaiser    | Brøndby      |          |
| A        | John Guidetti     | Alavés       |          |

| Cessioni | Cessioni      | Cessioni     | Cessioni |
| R.       | Nome          | a            | Modalità |
| -------- | ------------- | ------------ | -------- |
| A        | Emil Hansson  | RKC Waalwijk |          |
| P        | Michael Esser | Hoffenheim   |          |

## Risultati

### 2. Bundesliga

#### Girone di andata
| Arbitro: | Brych |

|                      |           |                    |
| Gómez 29’ Didavi 36’ | Marcatori | 39’ (aut.) Awoudja |

| Arbitro: | Schlager |

|              |           |            |
| Weydandt 66’ | Marcatori | 79’ Albers |

| Arbitro: | Gerach |

|  |           |                                     |
|  | Marcatori | 28’, 76’ (rig.) Ducksch 56’ Muslija |

| Arbitro: | Rohde |

|              |           |            |
| Weydandt 47’ | Marcatori | 22’ Seguin |

| Arbitro: | Dankert |

|                                   |           |  |
| Kittel 35’ Kinsombi 59’ Jatta 75’ | Marcatori |  |

| Arbitro: | Ittrich |

|  |           |                                |
|  | Marcatori | 32’ Klos 64’ (rig.) Voglsammer |

| Arbitro: | Thomsen |

|         |           |                          |
| Lee 63’ | Marcatori | 43’ Ducksch 52’ Teuchert |

| Arbitro: | Petersen |

|  |           |                                          |
|  | Marcatori | 3’, 83’ Margreitter 26’ Behrens 45’ Hack |

| Arbitro: | Dingert |

|  |           |                       |
|  | Marcatori | 72’ Korb 89’ Teuchert |

| Hannover 20 ottobre 2019, ore 13:30 CEST 10ª giornata | Hannover 96 | 0 – 0 referto | Osnabrück | HDI Arena (37 600 spett.)\| Arbitro: \| Badstübner \| |
| Arbitro:                                              | Badstübner  |               |           |                                                       |

| Arbitro: | Winkmann |

|                                    |           |                                     |
| Wanitzek 8’ (rig.) Gordon 76’, 90’ | Marcatori | 6’, 90’ Weydandt 43’ (rig.) Ducksch |

| Arbitro: | Storks |

|             |           |                |
| Weydandt 7’ | Marcatori | 62’ Bouhaddouz |

| Arbitro: | Koslowski |

|                                                          |           |  |
| Kleindienst 3’, 49’ Schnatterer 53’ (rig.) Griesbeck 70’ | Marcatori |  |

| Arbitro: | Thomsen |

|               |           |                           |
| Haraguchi 14’ | Marcatori | 4’ (aut.) Anton 29’ Kempe |

| Arbitro: | Hartmann |

|  |           |          |
|  | Marcatori | 7’ Maina |

| Arbitro: | Bacher |

|                                         |           |                                |
| Bakalorz 32’ Weydandt 75’ Haraguchi 90’ | Marcatori | 16’ Strauß 49’ (aut.) Bakalorz |

| Arbitro: | Badstübner |

|                            |           |             |
| Wintzheimer 14’ Zoller 28’ | Marcatori | 65’ Ducksch |

#### Girone di ritorno
| Arbitro: | Siewer |

|                      |           |                         |
| Ducksch 13’ Prib 74’ | Marcatori | 46’ González 62’ Mvumpa |

| Arbitro: | Alt |

|                       |           |  |
| Besuschkow 45’ (rig.) | Marcatori |  |

| Arbitro: | Gräfe |

|                            |           |                       |
| Haraguchi 82’ Teuchert 87’ | Marcatori | 37’ Aigner 90’ Röcker |

| Arbitro: | Storks |

|                  |           |                                       |
| Anton 74’ (aut.) | Marcatori | 41’ Haraguchi 70’ Teuchert 90’ Stehle |

| Arbitro: | Jöllenbeck |

|              |           |                |
| Teuchert 51’ | Marcatori | 90’ Pohjanpalo |

| Arbitro: | Hartmann |

|          |           |  |
| Yabo 83’ | Marcatori |  |

| Arbitro: | Stegemann |

|                                    |           |         |
| Guidetti 11’ Ochs 80’ Weydandt 90’ | Marcatori | 68’ Lee |

| Arbitro: | Schmidt |

|  |           |                                   |
|  | Marcatori | 18’ Hübers 27’ Maina 90’ Weydandt |

| Arbitro: | Gräfe |

|                                   |           |  |
| Ducksch 10’ Guidetti 17’ Prib 45’ | Marcatori |  |

| Arbitro: | Jablonski |

|                               |           |                                                           |
| Ceesay 6’ (rig.) Amenyido 47’ | Marcatori | 11’ (aut.) van Aken 75’ (rig.), 80’ Ducksch 85’ Haraguchi |

| Arbitro: | Siewer |

|          |           |             |
| Prib 47’ | Marcatori | 69’ Hofmann |

| Arbitro: | Aytekin |

|                                  |           |              |
| Biada 51’ Nauber 56’ Türpitz 82’ | Marcatori | 58’ Guidetti |

| Arbitro: | Zwayer |

|                      |           |              |
| Ducksch 30’ Prib 41’ | Marcatori | 75’ Schimmer |

| Arbitro: | Winter |

|                                          |           |                      |
| Dursun 24’ Schnellhardt 62’ Pfeiffer 90’ | Marcatori | 47’ Prib 58’ Ducksch |

| Arbitro: | Sather |

|                                                    |           |  |
| Ducksch 6’ Weydandt 17’ Haraguchi 61’ Teuchert 80’ | Marcatori |  |

| Arbitro: | Badstübner |

|                           |           |             |
| Testroet 23’ Fandrich 67’ | Marcatori | 79’ Ducksch |

| Arbitro: | Rohde |

|                  |           |  |
| Ducksch 45’, 84’ | Marcatori |  |

### Coppa di Germania
| Arbitro: | Cortus |

|                                  |           |  |
| Grozurek 53’ Wanitzek 61’ (rig.) | Marcatori |  |

## Statistiche

### Statistiche di squadra
| Competizione      | Punti | In casa | In casa | In casa | In casa | In casa | In casa | In trasferta | In trasferta | In trasferta | In trasferta | In trasferta | In trasferta | Totale | Totale | Totale | Totale | Totale | Totale | DR |
| Competizione      | Punti | G       | V       | N       | P       | Gf      | Gs      | G            | V            | N            | P            | Gf           | Gs           | G      | V      | N      | P      | Gf     | Gs     | DR |
| ----------------- | ----- | ------- | ------- | ------- | ------- | ------- | ------- | ------------ | ------------ | ------------ | ------------ | ------------ | ------------ | ------ | ------ | ------ | ------ | ------ | ------ | -- |
| 2. Bundesliga     | 48    | 17      | 6       | 8       | 3       | 27      | 21      | 17           | 7            | 1            | 9            | 27           | 28           | 34     | 13     | 9      | 12     | 54     | 49     | +5 |
| Coppa di Germania | -     | 0       | 0       | 0       | 0       | 0       | 0       | 1            | 0            | 0            | 1            | 0            | 2            | 1      | 0      | 0      | 1      | 0      | 2      | -2 |
| Totale            | 48    | 17      | 6       | 8       | 3       | 27      | 21      | 18           | 7            | 1            | 10           | 27           | 30           | 35     | 13     | 9      | 13     | 54     | 51     | +3 |

### Andamento in campionato
| Giornata  | 1  | 2  | 3 | 4  | 5  | 6  | 7  | 8  | 9  | 10 | 11 | 12 | 13 | 14 | 15 | 16 | 17 | 18 | 19 | 20 | 21 | 22 | 23 | 24 | 25 | 26 | 27 | 28 | 29 | 30 | 31 | 32 | 33 | 34 |
| --------- | -- | -- | - | -- | -- | -- | -- | -- | -- | -- | -- | -- | -- | -- | -- | -- | -- | -- | -- | -- | -- | -- | -- | -- | -- | -- | -- | -- | -- | -- | -- | -- | -- | -- |
| Luogo     | T  | C  | T | C  | T  | C  | T  | C  | T  | C  | T  | C  | T  | C  | T  | C  | T  | C  | T  | C  | T  | C  | T  | C  | T  | C  | T  | C  | T  | C  | T  | C  | T  | C  |
| Risultato | P  | N  | V | N  | P  | P  | V  | P  | V  | N  | N  | N  | P  | P  | V  | V  | P  | N  | P  | N  | V  | N  | P  | V  | V  | V  | V  | N  | P  | V  | P  | V  | P  | V  |
| Posizione | 13 | 12 | 8 | 10 | 12 | 15 | 13 | 15 | 11 | 12 | 14 | 13 | 15 | 16 | 14 | 12 | 14 | 13 | 13 | 14 | 12 | 12 | 14 | 12 | 9  | 9  | 7  | 6  | 7  | 6  | 8  | 6  | 7  | 6  |

Legenda:

Luogo: C = Casa; T = Trasferta. Risultato: V = Vittoria; N = Pareggio; P = Sconfitta.

### Statistiche dei giocatori
| Giocatore     | 2. Bundesliga | 2. Bundesliga | 2. Bundesliga | 2. Bundesliga | Coppa di Germania | Coppa di Germania | Coppa di Germania | Coppa di Germania | Totale   | Totale | Totale      | Totale     |
| Giocatore     | Presenze      | Reti          | Ammonizioni   | Espulsioni    | Presenze          | Reti              | Ammonizioni       | Espulsioni        | Presenze | Reti   | Ammonizioni | Espulsioni |
| ------------- | ------------- | ------------- | ------------- | ------------- | ----------------- | ----------------- | ----------------- | ----------------- | -------- | ------ | ----------- | ---------- |
| M. Albornoz   | 19            | 0             | 3             | 1             | 0                 | 0                 | 0                 | 0                 | 19       | 0      | 3           | 1          |
| W. Anton      | 30            | 0             | 11            | 1             | 1                 | 0                 | 0                 | 0                 | 31       | 0      | 11          | 1          |
| D. Aogo       | 4             | 0             | 1             | 0             | 0                 | 0                 | 0                 | 0                 | 4        | 0      | 1           | 0          |
| M. Bakalorz   | 19            | 1             | 2             | 0             | 1                 | 0                 | 0                 | 0                 | 20       | 1      | 2           | 0          |
| M. Ducksch    | 28            | 15            | 3             | 0             | 1                 | 0                 | 0                 | 0                 | 29       | 15     | 3           | 0          |
| J. Elez       | 23            | 0             | 1             | 1             | 0                 | 0                 | 0                 | 0                 | 23       | 0      | 1           | 1          |
| M. Esser      | 1             | 0             | 0             | 0             | 0                 | 0                 | 0                 | 0                 | 1        | 0      | 0           | 0          |
| F. Felipe     | 9             | 0             | 4             | 0             | 1                 | 0                 | 0                 | 0                 | 10       | 0      | 4           | 0          |
| I. Fossum     | 0             | 0             | 0             | 0             | 0                 | 0                 | 0                 | 0                 | 0        | 0      | 0           | 0          |
| M. Franke     | 19            | 0             | 2             | 1             | 1                 | 0                 | 0                 | 0                 | 20       | 0      | 2           | 1          |
| C. Gloster    | 0             | 0             | 0             | 0             | 0                 | 0                 | 0                 | 0                 | 0        | 0      | 0           | 0          |
| M. Gudra      | 0             | 0             | 0             | 0             | 0                 | 0                 | 0                 | 0                 | 0        | 0      | 0           | 0          |
| J. Guidetti   | 14            | 3             | 2             | 0             | 0                 | 0                 | 0                 | 0                 | 14       | 3      | 2           | 0          |
| M. Hansen     | 1             | 0             | 0             | 0             | 0                 | 0                 | 0                 | 0                 | 1        | 0      | 0           | 0          |
| E. Hansson    | 14            | 0             | 0             | 0             | 0                 | 0                 | 0                 | 0                 | 14       | 0      | 0           | 0          |
| G. Haraguchi  | 32            | 6             | 6             | 0             | 1                 | 0                 | 0                 | 0                 | 33       | 6      | 6           | 0          |
| J. Horn       | 23            | 0             | 6             | 0             | 0                 | 0                 | 0                 | 0                 | 23       | 0      | 6           | 0          |
| T. Hübers     | 12            | 1             | 3             | 0             | 0                 | 0                 | 0                 | 0                 | 12       | 1      | 3           | 0          |
| J. Jonathas   | 1             | 0             | 0             | 0             | 0                 | 0                 | 0                 | 0                 | 1        | 0      | 0           | 0          |
| S. Jung       | 9             | 0             | 0             | 0             | 1                 | 0                 | 0                 | 0                 | 10       | 0      | 0           | 0          |
| D. Kaiser     | 16            | 0             | 3             | 0             | 0                 | 0                 | 0                 | 0                 | 16       | 0      | 3           | 0          |
| J. Korb       | 26            | 1             | 4             | 0             | 1                 | 0                 | 0                 | 0                 | 27       | 1      | 4           | 0          |
| L. Maina      | 24            | 2             | 1             | 0             | 1                 | 0                 | 0                 | 0                 | 25       | 2      | 1           | 0          |
| F. Muslija    | 20            | 1             | 1             | 0             | 1                 | 0                 | 1                 | 0                 | 21       | 1      | 2           | 0          |
| J. Neiß       | 0             | 0             | 0             | 0             | 0                 | 0                 | 0                 | 0                 | 0        | 0      | 0           | 0          |
| P. Ochs       | 9             | 1             | 2             | 0             | 0                 | 0                 | 0                 | 0                 | 9        | 1      | 2           | 0          |
| M. Ostrzolek  | 7             | 0             | 0             | 1             | 0                 | 0                 | 0                 | 0                 | 7        | 0      | 0           | 1          |
| E. Prib       | 26            | 5             | 8             | 0             | 1                 | 0                 | 1                 | 0                 | 27       | 5      | 9           | 0          |
| M. Ratajczak  | 1             | 0             | 0             | 0             | 0                 | 0                 | 0                 | 0                 | 1        | 0      | 0           | 0          |
| S. Soto       | 2             | 0             | 0             | 0             | 0                 | 0                 | 0                 | 0                 | 2        | 0      | 0           | 0          |
| S. Stehle     | 2             | 1             | 0             | 0             | 0                 | 0                 | 0                 | 0                 | 2        | 1      | 0           | 0          |
| M. Stendera   | 17            | 0             | 3             | 1             | 0                 | 0                 | 0                 | 0                 | 17       | 0      | 3           | 1          |
| M. Sündermann | 0             | 0             | 0             | 0             | 0                 | 0                 | 0                 | 0                 | 0        | 0      | 0           | 0          |
| N. Tarnat     | 0             | 0             | 0             | 0             | 0                 | 0                 | 0                 | 0                 | 0        | 0      | 0           | 0          |
| C. Teuchert   | 23            | 6             | 1             | 0             | 1                 | 0                 | 0                 | 0                 | 24       | 6      | 1           | 0          |
| T. Walbrecht  | 0             | 0             | 0             | 0             | 0                 | 0                 | 0                 | 0                 | 0        | 0      | 0           | 0          |
| H. Weydandt   | 27            | 9             | 0             | 0             | 1                 | 0                 | 0                 | 0                 | 28       | 9      | 0           | 0          |
| R. Zieler     | 31            | 0             | 0             | 1             | 1                 | 0                 | 0                 | 0                 | 32       | 0      | 0           | 1          |